# Eleições legislativas portuguesas de 2025 no distrito de Faro
| Eleições legislativas portuguesas de 2025 Distritos: Aveiro \| Beja \| Braga \| Bragança \| Castelo Branco \| Coimbra \| Évora \| Faro \| Guarda \| Leiria \| Lisboa \| Portalegre \| Porto \| Santarém \| Setúbal \| Viana do Castelo \| Vila Real \| Viseu \| Açores \| Madeira \| Estrangeiro |

## Resultados por concelho
Os resultados nos concelhos do Distrito de Faro foram os seguintes:

### Albufeira
| Partido                 | Partido                                  | Votos  | %               | +/-  |
| ----------------------- | ---------------------------------------- | ------ | --------------- | ---- |
|                         | Chega                                    | 8 016  | 39,39 / 100,00  | 6,78 |
|                         | AD - Coligação PSD/CDS                   | 5 293  | 26,01 / 100,00  | 2,16 |
|                         | Partido Socialista                       | 3 365  | 16,53 / 100,00  | 4,23 |
|                         | Iniciativa Liberal                       | 962    | 4,73 / 100,00   | 0,16 |
|                         | Livre                                    | 537    | 2,64 / 100,00   | 0,32 |
|                         | Bloco de Esquerda                        | 428    | 2,10 / 100,00   | 2,70 |
|                         | Alternativa Democrática Nacional         | 383    | 1,88 / 100,00   | 0,50 |
|                         | Coligação Democrática Unitária (PCP-PEV) | 369    | 1,81 / 100,00   | 0,49 |
|                         | Pessoas–Animais–Natureza                 | 362    | 1,78 / 100,00   | 0,57 |
|                         | Outros (com menos de 1,00%)              | 222    | 1,10 / 100,00   |      |
| Votos Inválidos         | Votos Inválidos                          | 414    | 2,03 / 100,00   | 0,23 |
| Total                   | Total                                    | 20 351 | 100,00 / 100,00 |      |
| Eleitorado/Participação | Eleitorado/Participação                  | 36 146 | 56,30 / 100,00  | 1,41 |

| Freguesia                 | %     | %     | %     | %    | %    | %    | %    | %    | %    | Votantes | Taxa de Participação |
| Freguesia                 | CH    | AD    | PS    | IL   | L    | BE   | ADN  | CDU  | PAN  | Votantes | Taxa de Participação |
| ------------------------- | ----- | ----- | ----- | ---- | ---- | ---- | ---- | ---- | ---- | -------- | -------------------- |
| Freguesia                 |       |       |       |      |      |      |      |      |      | Votantes | Taxa de Participação |
| Albufeira e Olhos de Água | 38,88 | 27,28 | 15,80 | 4,76 | 2,66 | 2,14 | 1,67 | 1,89 | 1,88 | 12 785   | 52,86                |
| Ferreiras                 | 41,44 | 22,89 | 17,67 | 4,40 | 2,68 | 1,91 | 2,41 | 1,75 | 1,81 | 3 656    | 64,91                |
| Guia                      | 38,74 | 26,42 | 16,69 | 5,14 | 2,41 | 2,36 | 1,91 | 1,32 | 1,18 | 2 199    | 61,73                |
| Paderne                   | 39,63 | 22,62 | 19,40 | 4,62 | 2,69 | 1,93 | 2,88 | 1,99 | 1,75 | 1 711    | 61,88                |
| Albufeira                 | 39,39 | 26,01 | 16,53 | 4,73 | 2,64 | 2,10 | 1,88 | 1,81 | 1,78 | 20 351   | 56,30                |

### Alcoutim
| Partido                 | Partido                                  | Votos | %               | +/-  |
| ----------------------- | ---------------------------------------- | ----- | --------------- | ---- |
|                         | AD - Coligação PSD/CDS                   | 508   | 38,11 / 100,00  | 7,15 |
|                         | Partido Socialista                       | 420   | 31,51 / 100,00  | 6,08 |
|                         | Chega                                    | 216   | 16,20 / 100,00  | 1,93 |
|                         | Coligação Democrática Unitária (PCP-PEV) | 52    | 3,90 / 100,00   | 0,12 |
|                         | Livre                                    | 25    | 1,88 / 100,00   | 0,31 |
|                         | Alternativa Democrática Nacional         | 23    | 1,73 / 100,00   | 0,55 |
|                         | Iniciativa Liberal                       | 21    | 1,58 / 100,00   | 0,35 |
|                         | Bloco de Esquerda                        | 16    | 1,20 / 100,00   | 1,44 |
|                         | Outros (com menos de 1,00%)              | 18    | 1,36 / 100,00   |      |
| Votos Inválidos         | Votos Inválidos                          | 34    | 2,56 / 100,00   | 0,51 |
| Total                   | Total                                    | 1 333 | 100,00 / 100,00 |      |
| Eleitorado/Participação | Eleitorado/Participação                  | 2 183 | 61,06 / 100,00  | 2,32 |

| Freguesia          | %     | %     | %     | %    | %    | %    | %    | %    | Votantes | Taxa de Participação |
| Freguesia          | AD    | PS    | CH    | CDU  | L    | ADN  | IL   | BE   | Votantes | Taxa de Participação |
| ------------------ | ----- | ----- | ----- | ---- | ---- | ---- | ---- | ---- | -------- | -------------------- |
| Freguesia          |       |       |       |      |      |      |      |      | Votantes | Taxa de Participação |
| Alcoutim e Pereiro | 31,07 | 36,40 | 17,46 | 4,04 | 2,21 | 1,29 | 1,84 | 1,84 | 544      | 62,03                |
| Giões              | 48,98 | 26,53 | 11,22 | 8,16 | 0    | 1,02 | 0    | 2,04 | 98       | 65,33                |
| Martim Longo       | 45,53 | 23,35 | 17,12 | 3,89 | 1,56 | 1,75 | 1,75 | 0,78 | 514      | 62,68                |
| Vaqueiros          | 32,02 | 42,94 | 12,43 | 1,13 | 2,82 | 3,39 | 1,13 | 0    | 177      | 52,68                |
| Alcoutim           | 38,11 | 31,51 | 16,20 | 3,90 | 1,88 | 1,73 | 1,58 | 1,20 | 1 333    | 61,06                |

### Aljezur
| Partido                 | Partido                                  | Votos | %               | +/-  |
| ----------------------- | ---------------------------------------- | ----- | --------------- | ---- |
|                         | Chega                                    | 686   | 27,18 / 100,00  | 5,88 |
|                         | Partido Socialista                       | 630   | 24,96 / 100,00  | 2,94 |
|                         | AD - Coligação PSD/CDS                   | 615   | 24,37 / 100,00  | 4,10 |
|                         | Coligação Democrática Unitária (PCP-PEV) | 111   | 4,40 / 100,00   | 0,75 |
|                         | Livre                                    | 97    | 3,84 / 100,00   | 0,71 |
|                         | Iniciativa Liberal                       | 87    | 3,45 / 100,00   | 1,32 |
|                         | Bloco de Esquerda                        | 69    | 2,73 / 100,00   | 4,94 |
|                         | Pessoas–Animais–Natureza                 | 56    | 2,22 / 100,00   | 0,49 |
|                         | Alternativa Democrática Nacional         | 53    | 2,10 / 100,00   | 0,04 |
|                         | Outros (com menos de 1,00%)              | 45    | 1,78 / 100,00   |      |
| Votos Inválidos         | Votos Inválidos                          | 75    | 2,97 / 100,00   | 0,05 |
| Total                   | Total                                    | 2 524 | 100,00 / 100,00 |      |
| Eleitorado/Participação | Eleitorado/Participação                  | 3 995 | 63,18 / 100,00  | 1,75 |

| Freguesia | %     | %     | %     | %    | %    | %    | %    | %    | %    | Votantes | Taxa de Participação |
| Freguesia | CH    | PS    | AD    | CDU  | L    | IL   | BE   | PAN  | ADN  | Votantes | Taxa de Participação |
| --------- | ----- | ----- | ----- | ---- | ---- | ---- | ---- | ---- | ---- | -------- | -------------------- |
| Freguesia |       |       |       |      |      |      |      |      |      | Votantes | Taxa de Participação |
| Aljezur   | 26,47 | 24,94 | 25,48 | 3,36 | 4,96 | 3,36 | 2,44 | 2,21 | 2,06 | 1 311    | 62,52                |
| Bordeira  | 23,93 | 26,38 | 28,83 | 2,45 | 1,23 | 4,29 | 3,07 | 3,68 | 1,23 | 163      | 60,37                |
| Odeceixe  | 27,53 | 24,70 | 21,46 | 8,50 | 3,04 | 4,45 | 2,43 | 2,02 | 1,62 | 494      | 63,74                |
| Rogil     | 29,50 | 24,82 | 23,02 | 3,78 | 2,70 | 2,52 | 3,60 | 1,98 | 2,88 | 556      | 65,18                |
| Aljezur   | 27,18 | 24,96 | 24,37 | 4,40 | 3,84 | 3,45 | 2,73 | 2,22 | 2,10 | 2 524    | 63,18                |

### Castro Marim
| Partido                 | Partido                                  | Votos | %               | +/-  |
| ----------------------- | ---------------------------------------- | ----- | --------------- | ---- |
|                         | Chega                                    | 1 313 | 36,10 / 100,00  | 6,85 |
|                         | AD - Coligação PSD/CDS                   | 899   | 24,72 / 100,00  | 4,11 |
|                         | Partido Socialista                       | 859   | 23,62 / 100,00  | 7,06 |
|                         | Iniciativa Liberal                       | 97    | 2,67 / 100,00   | 0,21 |
|                         | Coligação Democrática Unitária (PCP-PEV) | 80    | 2,20 / 100,00   | 0,40 |
|                         | Bloco de Esquerda                        | 78    | 2,14 / 100,00   | 2,59 |
|                         | Livre                                    | 77    | 2,12 / 100,00   | 0,08 |
|                         | Alternativa Democrática Nacional         | 64    | 1,76 / 100,00   | 0,03 |
|                         | Pessoas–Animais–Natureza                 | 46    | 1,26 / 100,00   | 0,14 |
|                         | Outros (com menos de 1,00%)              | 35    | 0,96 / 100,00   |      |
| Votos Inválidos         | Votos Inválidos                          | 89    | 2,44 / 100,00   | 0,47 |
| Total                   | Total                                    | 3 637 | 100,00 / 100,00 |      |
| Eleitorado/Participação | Eleitorado/Participação                  | 5 801 | 62,70 / 100,00  | 0,69 |

| Freguesia    | %     | %     | %     | %    | %    | %    | %    | %    | %    | Votantes | Taxa de Participação |
| Freguesia    | CH    | AD    | PS    | IL   | CDU  | BE   | L    | ADN  | PAN  | Votantes | Taxa de Participação |
| ------------ | ----- | ----- | ----- | ---- | ---- | ---- | ---- | ---- | ---- | -------- | -------------------- |
| Freguesia    |       |       |       |      |      |      |      |      |      | Votantes | Taxa de Participação |
| Altura       | 33,84 | 26,89 | 23,92 | 2,80 | 2,21 | 2,12 | 2,71 | 1,02 | 1,44 | 1 179    | 61,31                |
| Azinhal      | 29,71 | 31,52 | 23,19 | 1,09 | 2,17 | 2,90 | 1,81 | 1,45 | 1,09 | 276      | 66,99                |
| Castro Marim | 39,83 | 21,73 | 22,10 | 3,15 | 2,30 | 2,14 | 2,03 | 2,24 | 1,33 | 1 873    | 63,30                |
| Odeleite     | 27,83 | 28,48 | 32,04 | 0,65 | 1,62 | 1,62 | 0,65 | 1,94 | 0,32 | 309      | 60,95                |
| Castro Marim | 36,10 | 24,72 | 23,62 | 2,67 | 2,20 | 2,14 | 2,12 | 1,76 | 1,26 | 3 637    | 62,70                |

### Faro
| Partido                 | Partido                                  | Votos  | %               | +/-  |
| ----------------------- | ---------------------------------------- | ------ | --------------- | ---- |
|                         | AD - Coligação PSD/CDS                   | 9 920  | 27,76 / 100,00  | 3,29 |
|                         | Chega                                    | 9 649  | 27,00 / 100,00  | 5,50 |
|                         | Partido Socialista                       | 8 187  | 22,91 / 100,00  | 4,46 |
|                         | Iniciativa Liberal                       | 1 871  | 5,24 / 100,00   | 0,11 |
|                         | Livre                                    | 1 644  | 4,60 / 100,00   | 0,80 |
|                         | Coligação Democrática Unitária (PCP-PEV) | 1 057  | 2,96 / 100,00   | 0,29 |
|                         | Bloco de Esquerda                        | 891    | 2,75 / 100,00   | 3,54 |
|                         | Pessoas–Animais–Natureza                 | 683    | 1,91 / 100,00   | 0,77 |
|                         | Alternativa Democrática Nacional         | 525    | 1,47 / 100,00   | 0,16 |
|                         | Outros (com menos de 1,00%)              | 349    | 0,97 / 100,00   |      |
| Votos Inválidos         | Votos Inválidos                          | 868    | 2,43 / 100,00   | 0,08 |
| Total                   | Total                                    | 35 734 | 100,00 / 100,00 |      |
| Eleitorado/Participação | Eleitorado/Participação                  | 56 893 | 62,81 / 100,00  | 2,43 |

| Freguesia             | %     | %     | %     | %    | %    | %    | %    | %    | %    | Votantes | Taxa de Participação |
| Freguesia             | AD    | CH    | PS    | IL   | L    | CDU  | BE   | PAN  | ADN  | Votantes | Taxa de Participação |
| --------------------- | ----- | ----- | ----- | ---- | ---- | ---- | ---- | ---- | ---- | -------- | -------------------- |
| Freguesia             |       |       |       |      |      |      |      |      |      | Votantes | Taxa de Participação |
| Conceição e Estoi     | 23,94 | 36,87 | 20,08 | 3,68 | 3,47 | 3,17 | 1,90 | 1,57 | 1,57 | 4 264    | 60,22                |
| Faro (Sé e São Pedro) | 27,99 | 25,21 | 23,95 | 5,32 | 4,86 | 2,92 | 2,94 | 2,04 | 1,45 | 24 383   | 62,22                |
| Montenegro            | 31,31 | 26,20 | 19,61 | 6,92 | 4,85 | 1,83 | 2,59 | 1,87 | 1,38 | 5 129    | 69,39                |
| Santa Bárbara de Nexe | 23,95 | 29,98 | 24,77 | 3,12 | 3,12 | 5,92 | 2,60 | 1,12 | 1,69 | 1 958    | 60,62                |
| Faro                  | 27,76 | 27,00 | 22,91 | 5,24 | 4,60 | 2,96 | 2,75 | 1,91 | 1,47 | 35 734   | 62,81                |

### Lagoa
| Partido                 | Partido                                  | Votos  | %               | +/-  |
| ----------------------- | ---------------------------------------- | ------ | --------------- | ---- |
|                         | Chega                                    | 4 872  | 39,69 / 100,00  | 7,55 |
|                         | AD - Coligação PSD/CDS                   | 2 887  | 23,52 / 100,00  | 2,66 |
|                         | Partido Socialista                       | 2 274  | 18,53 / 100,00  | 5,21 |
|                         | Iniciativa Liberal                       | 543    | 4,42 / 100,00   | 0,45 |
|                         | Livre                                    | 365    | 2,97 / 100,00   | 0,68 |
|                         | Coligação Democrática Unitária (PCP-PEV) | 280    | 2,28 / 100,00   | 0,58 |
|                         | Bloco de Esquerda                        | 277    | 2,26 / 100,00   | 3,19 |
|                         | Alternativa Democrática Nacional         | 230    | 1,87 / 100,00   | 0,10 |
|                         | Pessoas–Animais–Natureza                 | 214    | 1,74 / 100,00   | 0,45 |
|                         | Outros (com menos de 1,00%)              | 110    | 0,90 / 100,00   |      |
| Votos Inválidos         | Votos Inválidos                          | 223    | 1,82 / 100,00   | 0,43 |
| Total                   | Total                                    | 12 275 | 100,00 / 100,00 |      |
| Eleitorado/Participação | Eleitorado/Participação                  | 19 057 | 64,41 / 100,00  | 1,74 |

| Freguesia          | %     | %     | %     | %    | %    | %    | %    | %    | %    | Votantes | Taxa de Participação |
| Freguesia          | CH    | AD    | PS    | IL   | L    | CDU  | BE   | ADN  | PAN  | Votantes | Taxa de Participação |
| ------------------ | ----- | ----- | ----- | ---- | ---- | ---- | ---- | ---- | ---- | -------- | -------------------- |
| Freguesia          |       |       |       |      |      |      |      |      |      | Votantes | Taxa de Participação |
| Estômbar e Parchal | 42,18 | 19,86 | 18,96 | 4,39 | 2,70 | 2,70 | 2,66 | 1,82 | 1,81 | 5 263    | 68,53                |
| Ferragudo          | 39,09 | 18,10 | 25,85 | 3,93 | 2,69 | 2,69 | 2,48 | 1,14 | 1,34 | 967      | 62,55                |
| Lagoa e Carvoeiro  | 37,15 | 27,75 | 17,09 | 4,75 | 3,32 | 2,05 | 1,89 | 2,03 | 1,55 | 4 969    | 61,15                |
| Porches            | 39,78 | 26,77 | 16,45 | 3,53 | 2,97 | 0,93 | 1,77 | 2,04 | 2,70 | 1 076    | 63,11                |
| Lagoa              | 39,69 | 23,52 | 18,53 | 4,42 | 2,97 | 2,28 | 2,26 | 1,87 | 1,74 | 12 275   | 64,41                |

### Lagos
| Partido                 | Partido                                  | Votos  | %               | +/-  |
| ----------------------- | ---------------------------------------- | ------ | --------------- | ---- |
|                         | Chega                                    | 4 419  | 31,56 / 100,00  | 7,06 |
|                         | AD - Coligação PSD/CDS                   | 3 414  | 24,38 / 100,00  | 3,32 |
|                         | Partido Socialista                       | 3 116  | 22,25 / 100,00  | 3,59 |
|                         | Iniciativa Liberal                       | 612    | 4,37 / 100,00   | 0,44 |
|                         | Livre                                    | 605    | 4,32 / 100,00   | 0,55 |
|                         | Coligação Democrática Unitária (PCP-PEV) | 451    | 3,22 / 100,00   | 0,54 |
|                         | Bloco de Esquerda                        | 406    | 2,90 / 100,00   | 3,94 |
|                         | Pessoas–Animais–Natureza                 | 286    | 2,04 / 100,00   | 1,06 |
|                         | Alternativa Democrática Nacional         | 240    | 1,71 / 100,00   | 0,38 |
|                         | Outros (com menos de 1,00%)              | 162    | 1,16 / 100,00   |      |
| Votos Inválidos         | Votos Inválidos                          | 291    | 2,07 / 100,00   | 0,66 |
| Total                   | Total                                    | 14 002 | 100,00 / 100,00 |      |
| Eleitorado/Participação | Eleitorado/Participação                  | 23 886 | 58,62 / 100,00  | 2,85 |

| Freguesia                     | %     | %     | %     | %    | %    | %    | %    | %    | %    | Votantes | Taxa de Participação |
| Freguesia                     | CH    | AD    | PS    | IL   | L    | CDU  | BE   | PAN  | ADN  | Votantes | Taxa de Participação |
| ----------------------------- | ----- | ----- | ----- | ---- | ---- | ---- | ---- | ---- | ---- | -------- | -------------------- |
| Freguesia                     |       |       |       |      |      |      |      |      |      | Votantes | Taxa de Participação |
| Bensafrim e Barão de São João | 32,90 | 17,94 | 26,39 | 2,70 | 3,90 | 4,46 | 3,44 | 1,86 | 2,32 | 1 076    | 63,00                |
| Luz                           | 35,20 | 24,30 | 20,14 | 4,16 | 4,44 | 2,01 | 2,58 | 1,94 | 1,51 | 1 395    | 59,19                |
| Odiáxere                      | 37,85 | 19,81 | 21,17 | 5,06 | 3,06 | 3,49 | 2,42 | 1,57 | 2,00 | 1 403    | 62,30                |
| São Gonçalo de Lagos          | 30,05 | 25,71 | 22,26 | 4,48 | 4,52 | 3,22 | 2,95 | 2,14 | 1,64 | 10 128   | 57,65                |
| Lagos                         | 31,56 | 24,38 | 22,25 | 4,37 | 4,32 | 3,22 | 2,90 | 2,04 | 1,71 | 14 002   | 58,62                |

### Loulé
| Partido                 | Partido                                  | Votos  | %               | +/-  |
| ----------------------- | ---------------------------------------- | ------ | --------------- | ---- |
|                         | Chega                                    | 11 480 | 33,52 / 100,00  | 5,94 |
|                         | AD - Coligação PSD/CDS                   | 10 086 | 29,45 / 100,00  | 3,94 |
|                         | Partido Socialista                       | 6 385  | 18,64 / 100,00  | 5,16 |
|                         | Iniciativa Liberal                       | 1 480  | 4,32 / 100,00   | 0,49 |
|                         | Livre                                    | 1 013  | 2,96 / 100,00   | 0,63 |
|                         | Bloco de Esquerda                        | 818    | 2,39 / 100,00   | 2,25 |
|                         | Alternativa Democrática Nacional         | 673    | 1,96 / 100,00   | 0,52 |
|                         | Pessoas–Animais–Natureza                 | 573    | 1,67 / 100,00   | 0,90 |
|                         | Coligação Democrática Unitária (PCP-PEV) | 560    | 1,63 / 100,00   | 0,35 |
|                         | Outros (com menos de 1,00%)              | 368    | 1,08 / 100,00   |      |
| Votos Inválidos         | Votos Inválidos                          | 817    | 2,38 / 100,00   | 0,42 |
| Total                   | Total                                    | 34 253 | 100,00 / 100,00 |      |
| Eleitorado/Participação | Eleitorado/Participação                  | 61 223 | 55,95 / 100,00  | 1,59 |

| Freguesia               | %     | %     | %     | %    | %    | %    | %    | %    | %    | Votantes | Taxa de Participação |
| Freguesia               | CH    | AD    | PS    | IL   | L    | BE   | ADN  | PAN  | CDU  | Votantes | Taxa de Participação |
| ----------------------- | ----- | ----- | ----- | ---- | ---- | ---- | ---- | ---- | ---- | -------- | -------------------- |
| Freguesia               |       |       |       |      |      |      |      |      |      | Votantes | Taxa de Participação |
| Almancil                | 35,90 | 27,81 | 19,24 | 3,87 | 1,90 | 2,17 | 2,15 | 1,88 | 1,72 | 4 474    | 54,00                |
| Alte                    | 27,36 | 26,13 | 28,71 | 2,45 | 1,96 | 2,82 | 2,21 | 1,47 | 2,33 | 815      | 56,68                |
| Ameixial                | 16,83 | 33,65 | 37,02 | 1,92 | 0,96 | 1,44 | 1,44 | 0,48 | 2,40 | 208      | 65,20                |
| Boliqueime              | 35,99 | 29,35 | 17,49 | 4,22 | 2,25 | 1,97 | 2,77 | 1,65 | 0,97 | 2 487    | 62,27                |
| Loulé (São Clemente)    | 30,66 | 28,29 | 20,48 | 4,88 | 4,05 | 2,63 | 1,52 | 1,83 | 1,93 | 9 292    | 58,69                |
| Loulé (São Sebastião)   | 30,88 | 31,17 | 18,65 | 4,77 | 3,10 | 2,95 | 1,83 | 1,46 | 1,59 | 3 834    | 59,80                |
| Quarteira               | 37,02 | 30,48 | 15,31 | 4,40 | 2,71 | 2,08 | 2,01 | 1,62 | 1,32 | 10 677   | 51,64                |
| Querença, Tôr e Benafim | 31,57 | 28,94 | 21,42 | 2,96 | 3,28 | 2,08 | 2,08 | 1,68 | 2,08 | 1 251    | 59,77                |
| Salir                   | 27,98 | 32,02 | 21,15 | 2,88 | 2,30 | 3,37 | 2,88 | 1,23 | 2,30 | 1 215    | 55,86                |
| Loulé                   | 33,52 | 29,45 | 18,64 | 4,32 | 2,96 | 2,39 | 1,96 | 1,67 | 1,63 | 34 253   | 55,95                |

### Monchique
| Partido                 | Partido                                  | Votos | %               | +/-  |
| ----------------------- | ---------------------------------------- | ----- | --------------- | ---- |
|                         | AD - Coligação PSD/CDS                   | 865   | 29,87 / 100,00  | 4,18 |
|                         | Partido Socialista                       | 826   | 28,52 / 100,00  | 5,82 |
|                         | Chega                                    | 615   | 21,24 / 100,00  | 4,37 |
|                         | Coligação Democrática Unitária (PCP-PEV) | 112   | 3,87 / 100,00   | 0,32 |
|                         | Livre                                    | 86    | 2,97 / 100,00   | 0,72 |
|                         | Iniciativa Liberal                       | 85    | 2,94 / 100,00   | 0,39 |
|                         | Bloco de Esquerda                        | 68    | 2,35 / 100,00   | 2,71 |
|                         | Alternativa Democrática Nacional         | 51    | 1,76 / 100,00   | 0,18 |
|                         | Pessoas–Animais–Natureza                 | 45    | 1,55 / 100,00   | 0,36 |
|                         | Outros (com menos de 1,00%)              | 34    | 1,18 / 100,00   |      |
| Votos Inválidos         | Votos Inválidos                          | 109   | 3,77 / 100,00   | 0,28 |
| Total                   | Total                                    | 2 896 | 100,00 / 100,00 |      |
| Eleitorado/Participação | Eleitorado/Participação                  | 4 263 | 67,93 / 100,00  | 1,16 |

| Freguesia | %     | %     | %     | %    | %    | %    | %    | %    | %    | Votantes | Taxa de Participação |
| Freguesia | AD    | PS    | CH    | CDU  | L    | IL   | BE   | ADN  | PAN  | Votantes | Taxa de Participação |
| --------- | ----- | ----- | ----- | ---- | ---- | ---- | ---- | ---- | ---- | -------- | -------------------- |
| Freguesia |       |       |       |      |      |      |      |      |      | Votantes | Taxa de Participação |
| Alferce   | 34,08 | 34,64 | 12,85 | 2,79 | 2,23 | 2,79 | 1,68 | 1,12 | 2,23 | 179      | 68,32                |
| Marmelete | 38,39 | 25,89 | 18,15 | 0,60 | 2,38 | 2,98 | 0,30 | 2,98 | 1,49 | 336      | 64,86                |
| Monchique | 28,35 | 28,43 | 22,30 | 4,41 | 3,11 | 2,94 | 2,69 | 1,64 | 1,51 | 2 381    | 68,36                |
| Monchique | 29,87 | 28,52 | 21,24 | 3,87 | 2,97 | 2,94 | 2,35 | 1,76 | 1,55 | 2 896    | 67,93                |

### Olhão
| Partido                 | Partido                                  | Votos  | %               | +/-  |
| ----------------------- | ---------------------------------------- | ------ | --------------- | ---- |
|                         | Chega                                    | 8 329  | 37,45 / 100,00  | 8,12 |
|                         | AD - Coligação PSD/CDS                   | 4 930  | 22,17 / 100,00  | 3,35 |
|                         | Partido Socialista                       | 4 529  | 20,36 / 100,00  | 6,32 |
|                         | Iniciativa Liberal                       | 909    | 4,09 / 100,00   | 0,20 |
|                         | Livre                                    | 718    | 3,23 / 100,00   | 0,86 |
|                         | Bloco de Esquerda                        | 578    | 2,60 / 100,00   | 3,58 |
|                         | Coligação Democrática Unitária (PCP-PEV) | 555    | 2,50 / 100,00   | 0,59 |
|                         | Alternativa Democrática Nacional         | 527    | 2,37 / 100,00   | 0,64 |
|                         | Pessoas–Animais–Natureza                 | 411    | 1,85 / 100,00   | 0,03 |
|                         | Outros (com menos de 1,00%)              | 233    | 1,05 / 100,00   |      |
| Votos Inválidos         | Votos Inválidos                          | 521    | 2,34 / 100,00   | 0,42 |
| Total                   | Total                                    | 22 240 | 100,00 / 100,00 |      |
| Eleitorado/Participação | Eleitorado/Participação                  | 37 763 | 58,89 / 100,00  | 1,24 |

| Freguesia             | %     | %     | %     | %    | %    | %    | %    | %    | %    | Votantes | Taxa de Participação |
| Freguesia             | CH    | AD    | PS    | IL   | L    | BE   | CDU  | ADN  | PAN  | Votantes | Taxa de Participação |
| --------------------- | ----- | ----- | ----- | ---- | ---- | ---- | ---- | ---- | ---- | -------- | -------------------- |
| Freguesia             |       |       |       |      |      |      |      |      |      | Votantes | Taxa de Participação |
| Moncarapacho e Fuseta | 36,47 | 24,68 | 20,84 | 2,78 | 3,00 | 2,15 | 2,33 | 2,24 | 1,83 | 4 598    | 61,27                |
| Olhão                 | 37,74 | 20,32 | 21,46 | 4,03 | 3,39 | 2,58 | 2,39 | 1,92 | 2,84 | 6 870    | 55,65                |
| Pechão                | 33,82 | 23,41 | 20,92 | 4,35 | 3,57 | 2,90 | 2,43 | 2,43 | 2,07 | 1 931    | 63,13                |
| Quelfes               | 38,53 | 22,02 | 19,15 | 4,75 | 3,14 | 2,78 | 2,58 | 1,46 | 2,35 | 8 841    | 59,52                |
| Olhão                 | 37,45 | 22,17 | 20,36 | 4,09 | 3,23 | 2,60 | 2,50 | 2,37 | 1,85 | 22 240   | 58,89                |

### Portimão
| Partido                 | Partido                                  | Votos  | %               | +/-  |
| ----------------------- | ---------------------------------------- | ------ | --------------- | ---- |
|                         | Chega                                    | 11 483 | 36,84 / 100,00  | 6,31 |
|                         | AD - Coligação PSD/CDS                   | 7 529  | 24,15 / 100,00  | 2,66 |
|                         | Partido Socialista                       | 6 028  | 19,34 / 100,00  | 3,70 |
|                         | Iniciativa Liberal                       | 1 538  | 4,93 / 100,00   | 0,12 |
|                         | Livre                                    | 1 082  | 3,47 / 100,00   | 0,55 |
|                         | Bloco de Esquerda                        | 766    | 2,46 / 100,00   | 3,64 |
|                         | Coligação Democrática Unitária (PCP-PEV) | 656    | 2,10 / 100,00   | 0,42 |
|                         | Alternativa Democrática Nacional         | 591    | 1,90 / 100,00   | 0,24 |
|                         | Pessoas–Animais–Natureza                 | 562    | 1,80 / 100,00   | 0,90 |
|                         | Outros (com menos de 1,00%)              | 308    | 1,00 / 100,00   |      |
| Votos Inválidos         | Votos Inválidos                          | 629    | 2,02 / 100,00   | 0,24 |
| Total                   | Total                                    | 31 172 | 100,00 / 100,00 |      |
| Eleitorado/Participação | Eleitorado/Participação                  | 50 656 | 61,54 / 100,00  | 1,82 |

| Freguesia          | %     | %     | %     | %    | %    | %    | %    | %    | %    | Votantes | Taxa de Participação |
| Freguesia          | CH    | AD    | PS    | IL   | L    | BE   | CDU  | ADN  | PAN  | Votantes | Taxa de Participação |
| ------------------ | ----- | ----- | ----- | ---- | ---- | ---- | ---- | ---- | ---- | -------- | -------------------- |
| Freguesia          |       |       |       |      |      |      |      |      |      | Votantes | Taxa de Participação |
| Alvor              | 36,26 | 24,34 | 18,87 | 5,50 | 3,92 | 2,28 | 2,33 | 1,50 | 1,90 | 3 472    | 65,79                |
| Mexilhoeira Grande | 36,46 | 18,12 | 24,16 | 4,84 | 2,19 | 3,34 | 2,78 | 2,10 | 2,10 | 2 334    | 67,85                |
| Portimão           | 36,95 | 24,68 | 18,96 | 4,86 | 3,53 | 2,40 | 2,01 | 1,93 | 1,76 | 25 366   | 60,48                |
| Portimão           | 36,84 | 24,15 | 19,34 | 4,93 | 3,47 | 2,46 | 2,10 | 1,90 | 1,80 | 31 172   | 61,54                |

### São Brás de Alportel
| Partido                 | Partido                                  | Votos | %               | +/-  |
| ----------------------- | ---------------------------------------- | ----- | --------------- | ---- |
|                         | AD - Coligação PSD/CDS                   | 1 729 | 30,20 / 100,00  | 5,69 |
|                         | Chega                                    | 1 651 | 28,84 / 100,00  | 4,33 |
|                         | Partido Socialista                       | 1 237 | 21,61 / 100,00  | 4,32 |
|                         | Iniciativa Liberal                       | 246   | 4,30 / 100,00   | 0,17 |
|                         | Livre                                    | 172   | 3,00 / 100,00   | 0,08 |
|                         | Bloco de Esquerda                        | 136   | 2,38 / 100,00   | 3,26 |
|                         | Coligação Democrática Unitária (PCP-PEV) | 126   | 2,20 / 100,00   | 0,09 |
|                         | Alternativa Democrática Nacional         | 116   | 2,03 / 100,00   | 0,46 |
|                         | Pessoas–Animais–Natureza                 | 101   | 1,76 / 100,00   | 0,95 |
|                         | Outros (com menos de 1,00%)              | 55    | 0,95 / 100,00   |      |
| Votos Inválidos         | Votos Inválidos                          | 156   | 2,73 / 100,00   | 1,22 |
| Total                   | Total                                    | 5 725 | 100,00 / 100,00 |      |
| Eleitorado/Participação | Eleitorado/Participação                  | 9 315 | 61,46 / 100,00  | 0,27 |

| Freguesia            | %     | %     | %     | %    | %    | %    | %    | %    | %    | Votantes | Taxa de Participação |
| Freguesia            | AD    | CH    | PS    | IL   | L    | BE   | CDU  | ADN  | PAN  | Votantes | Taxa de Participação |
| -------------------- | ----- | ----- | ----- | ---- | ---- | ---- | ---- | ---- | ---- | -------- | -------------------- |
| Freguesia            |       |       |       |      |      |      |      |      |      | Votantes | Taxa de Participação |
| São Brás de Alportel | 30,20 | 28,84 | 21,61 | 4,31 | 3,00 | 2,38 | 2,20 | 2,03 | 1,76 | 5 725    | 61,46                |
| São Brás de Alportel | 30,20 | 28,84 | 21,61 | 4,31 | 3,00 | 2,38 | 2,20 | 2,03 | 1,76 | 5 725    | 61,46                |

### Silves
| Partido                 | Partido                                  | Votos  | %               | +/-  |
| ----------------------- | ---------------------------------------- | ------ | --------------- | ---- |
|                         | Chega                                    | 7 171  | 37,57 / 100,00  | 7,60 |
|                         | AD - Coligação PSD/CDS                   | 4 246  | 22,25 / 100,00  | 2,88 |
|                         | Partido Socialista                       | 3 610  | 18,91 / 100,00  | 4,96 |
|                         | Coligação Democrática Unitária (PCP-PEV) | 952    | 4,99 / 100,00   | 0,97 |
|                         | Iniciativa Liberal                       | 787    | 4,12 / 100,00   | 0,23 |
|                         | Livre                                    | 553    | 2,90 / 100,00   | 0,61 |
|                         | Bloco de Esquerda                        | 436    | 2,28 / 100,00   | 3,38 |
|                         | Alternativa Democrática Nacional         | 336    | 1,76 / 100,00   | 0,28 |
|                         | Pessoas–Animais–Natureza                 | 284    | 1,49 / 100,00   | 0,96 |
|                         | Outros (com menos de 1,00%)              | 257    | 1,34 / 100,00   |      |
| Votos Inválidos         | Votos Inválidos                          | 455    | 2,38 / 100,00   | 0,41 |
| Total                   | Total                                    | 19 087 | 100,00 / 100,00 |      |
| Eleitorado/Participação | Eleitorado/Participação                  | 30 858 | 61,85 / 100,00  | 1,23 |

| Freguesia                  | %     | %     | %     | %    | %    | %    | %    | %    | %    | Votantes | Taxa de Participação |
| Freguesia                  | CH    | AD    | PS    | CDU  | IL   | L    | BE   | ADN  | PAN  | Votantes | Taxa de Participação |
| -------------------------- | ----- | ----- | ----- | ---- | ---- | ---- | ---- | ---- | ---- | -------- | -------------------- |
| Freguesia                  |       |       |       |      |      |      |      |      |      | Votantes | Taxa de Participação |
| Alcantarilha e Pêra        | 40,13 | 23,66 | 17,96 | 3,22 | 4,09 | 2,40 | 2,83 | 1,69 | 1,42 | 2 544    | 63,54                |
| Algoz e Tunes              | 44,23 | 19,71 | 15,78 | 2,71 | 4,64 | 3,68 | 2,40 | 1,92 | 1,30 | 3 536    | 66,36                |
| Armação de Pêra            | 37,04 | 27,94 | 17,76 | 2,64 | 4,15 | 2,56 | 1,62 | 1,62 | 1,95 | 2 770    | 55,05                |
| São Bartolomeu de Messines | 36,04 | 21,54 | 20,28 | 6,18 | 3,31 | 2,52 | 2,35 | 2,15 | 1,24 | 4 048    | 60,49                |
| São Marcos da Serra        | 33,92 | 20,59 | 24,51 | 5,88 | 2,55 | 0,39 | 0,98 | 2,75 | 0,78 | 510      | 56,98                |
| Silves                     | 33,95 | 21,06 | 20,37 | 7,41 | 4,53 | 3,29 | 2,36 | 1,39 | 1,66 | 5 679    | 63,77                |
| Silves                     | 37,57 | 22,25 | 18,91 | 4,99 | 4,12 | 2,90 | 2,28 | 1,76 | 1,49 | 19 087   | 61,85                |

### Tavira
| Partido                 | Partido                                  | Votos  | %               | +/-  |
| ----------------------- | ---------------------------------------- | ------ | --------------- | ---- |
|                         | AD - Coligação PSD/CDS                   | 3 755  | 28,90 / 100,00  | 5,12 |
|                         | Chega                                    | 3 745  | 28,83 / 100,00  | 6,21 |
|                         | Partido Socialista                       | 2 985  | 22,98 / 100,00  | 6,00 |
|                         | Iniciativa Liberal                       | 492    | 3,79 / 100,00   | 0,02 |
|                         | Livre                                    | 448    | 3,45 / 100,00   | 0,72 |
|                         | Bloco de Esquerda                        | 347    | 2,67 / 100,00   | 3,51 |
|                         | Alternativa Democrática Nacional         | 279    | 2,15 / 100,00   | 0,39 |
|                         | Coligação Democrática Unitária (PCP-PEV) | 266    | 2,05 / 100,00   | 0,47 |
|                         | Pessoas–Animais–Natureza                 | 195    | 1,50 / 100,00   | 0,73 |
|                         | Outros (com menos de 1,00%)              | 137    | 1,05 / 100,00   |      |
| Votos Inválidos         | Votos Inválidos                          | 343    | 2,64 / 100,00   | 0,24 |
| Total                   | Total                                    | 12 992 | 100,00 / 100,00 |      |
| Eleitorado/Participação | Eleitorado/Participação                  | 21 296 | 61,01 / 100,00  | 3,01 |

| Freguesia                        | %     | %     | %     | %    | %    | %    | %    | %    | %    | Votantes | Taxa de Participação |
| Freguesia                        | AD    | CH    | PS    | IL   | L    | BE   | ADN  | CDU  | PAN  | Votantes | Taxa de Participação |
| -------------------------------- | ----- | ----- | ----- | ---- | ---- | ---- | ---- | ---- | ---- | -------- | -------------------- |
| Freguesia                        |       |       |       |      |      |      |      |      |      | Votantes | Taxa de Participação |
| Cachopo                          | 43,75 | 13,75 | 27,50 | 0,83 | 0,42 | 0,83 | 3,75 | 3,33 | 0,42 | 240      | 56,47                |
| Conceição e Cabanas de Tavira    | 26,68 | 30,04 | 23,19 | 4,48 | 3,29 | 2,70 | 2,11 | 1,45 | 1,98 | 1 518    | 59,53                |
| Luz de Tavira e Santo Estêvão    | 26,79 | 30,97 | 23,39 | 2,85 | 3,22 | 2,39 | 2,76 | 2,02 | 1,75 | 2 176    | 61,12                |
| Santa Catarina da Fonte do Bispo | 32,52 | 23,35 | 26,32 | 2,06 | 1,94 | 2,06 | 3,48 | 1,55 | 0,90 | 775      | 61,46                |
| Santa Luzia                      | 23,43 | 34,82 | 23,04 | 3,40 | 2,62 | 2,49 | 2,09 | 2,36 | 1,44 | 764      | 62,27                |
| Tavira (Santa Maria e Santiago)  | 29,67 | 28,39 | 22,32 | 4,23 | 3,88 | 2,89 | 1,80 | 2,15 | 1,44 | 7 519    | 61,26                |
| Tavira                           | 28,90 | 28,83 | 22,98 | 3,79 | 3,45 | 2,67 | 2,15 | 2,05 | 1,50 | 12 992   | 61,01                |

### Vila de Bispo
| Partido                 | Partido                                  | Votos | %               | +/-  |
| ----------------------- | ---------------------------------------- | ----- | --------------- | ---- |
|                         | Chega                                    | 667   | 28,46 / 100,00  | 5,86 |
|                         | AD - Coligação PSD/CDS                   | 626   | 26,71 / 100,00  | 4,90 |
|                         | Partido Socialista                       | 569   | 24,27 / 100,00  | 4,36 |
|                         | Bloco de Esquerda                        | 91    | 3,88 / 100,00   | 3,75 |
|                         | Coligação Democrática Unitária (PCP-PEV) | 80    | 3,41 / 100,00   | 0,26 |
|                         | Livre                                    | 69    | 2,94 / 100,00   | 0,58 |
|                         | Iniciativa Liberal                       | 65    | 2,77 / 100,00   | 0,78 |
|                         | Pessoas–Animais–Natureza                 | 49    | 2,09 / 100,00   | 1,06 |
|                         | Alternativa Democrática Nacional         | 42    | 1,79 / 100,00   | 1,36 |
|                         | Outros (com menos de 1,00%)              | 29    | 1,24 / 100,00   |      |
| Votos Inválidos         | Votos Inválidos                          | 57    | 2,43 / 100,00   | 0,33 |
| Total                   | Total                                    | 2 344 | 100,00 / 100,00 |      |
| Eleitorado/Participação | Eleitorado/Participação                  | 3 813 | 61,47 / 100,00  | 3,67 |

| Freguesia                 | %     | %     | %     | %    | %    | %    | %    | %    | %    | Votantes | Taxa de Participação |
| Freguesia                 | CH    | AD    | PS    | BE   | CDU  | L    | IL   | PAN  | ADN  | Votantes | Taxa de Participação |
| ------------------------- | ----- | ----- | ----- | ---- | ---- | ---- | ---- | ---- | ---- | -------- | -------------------- |
| Freguesia                 |       |       |       |      |      |      |      |      |      | Votantes | Taxa de Participação |
| Barão de São Miguel       | 18,72 | 16,58 | 34,22 | 8,02 | 4,28 | 3,74 | 2,14 | 3,74 | 4,28 | 187      | 70,30                |
| Budens                    | 31,11 | 24,28 | 25,34 | 3,95 | 3,49 | 3,03 | 2,88 | 0,76 | 1,97 | 659      | 61,82                |
| Sagres                    | 29,62 | 25,71 | 23,82 | 2,96 | 3,32 | 3,44 | 3,55 | 3,08 | 0,83 | 844      | 57,03                |
| Vila do Bispo e Raposeira | 27,06 | 33,33 | 20,95 | 3,82 | 3,21 | 1,99 | 1,83 | 1,68 | 2,14 | 654      | 65,33                |
| Vila do Bispo             | 28,46 | 26,71 | 24,27 | 3,88 | 3,41 | 2,94 | 2,77 | 2,09 | 1,79 | 2 344    | 61,47                |

### Vila Real de Santo António
| Partido                 | Partido                                  | Votos  | %               | +/-   |
| ----------------------- | ---------------------------------------- | ------ | --------------- | ----- |
|                         | Chega                                    | 3 856  | 38,57 / 100,00  | 11,29 |
|                         | Partido Socialista                       | 2 273  | 22,74 / 100,00  | 8,01  |
|                         | AD - Coligação PSD/CDS                   | 2 051  | 20,52 / 100,00  | 2,89  |
|                         | Coligação Democrática Unitária (PCP-PEV) | 463    | 4,63 / 100,00   | 1,39  |
|                         | Iniciativa Liberal                       | 252    | 2,52 / 100,00   | 0,04  |
|                         | Livre                                    | 244    | 2,44 / 100,00   | 0,46  |
|                         | Bloco de Esquerda                        | 229    | 2,29 / 100,00   | 3,25  |
|                         | Pessoas–Animais–Natureza                 | 171    | 1,71 / 100,00   | 0,78  |
|                         | Alternativa Democrática Nacional         | 165    | 1,65 / 100,00   | 0,17  |
|                         | Outros (com menos de 1,00%)              | 97     | 0,97 / 100,00   |       |
| Votos Inválidos         | Votos Inválidos                          | 196    | 1,96 / 100,00   | 0,70  |
| Total                   | Total                                    | 9 997  | 100,00 / 100,00 |       |
| Eleitorado/Participação | Eleitorado/Participação                  | 16 796 | 59,52 / 100,00  | 0,70  |

| Freguesia                  | %     | %     | %     | %    | %    | %    | %    | %    | %    | Votantes | Taxa de Participação |
| Freguesia                  | CH    | PS    | AD    | CDU  | IL   | L    | BE   | PAN  | ADN  | Votantes | Taxa de Participação |
| -------------------------- | ----- | ----- | ----- | ---- | ---- | ---- | ---- | ---- | ---- | -------- | -------------------- |
| Freguesia                  |       |       |       |      |      |      |      |      |      | Votantes | Taxa de Participação |
| Monte Gordo                | 50,08 | 19,00 | 16,80 | 3,68 | 1,98 | 1,70 | 1,81 | 1,26 | 1,32 | 1 821    | 56,64                |
| Vila Nova de Cacela        | 33,67 | 22,51 | 25,52 | 3,15 | 3,01 | 2,38 | 2,33 | 1,26 | 1,99 | 2 061    | 61,65                |
| Vila Real de Santo António | 36,79 | 23,92 | 19,93 | 5,41 | 2,52 | 2,68 | 2,42 | 2,00 | 1,64 | 6 115    | 59,73                |
| Vila Real de Santo António | 38,57 | 22,74 | 20,52 | 4,63 | 2,52 | 2,44 | 2,29 | 1,71 | 1,65 | 9 997    | 59,52                |

## Lista de Deputados Eleitos
A lista apresentada é conforme a aplicação do Método D'Hondt:
| N.º | Nome                                     | Partido | Partido            | Partido                          | Quociente  |
| --- | ---------------------------------------- | ------- | ------------------ | -------------------------------- | ---------- |
| 1   | Pedro Pinto                              |         | Chega              | Chega                            | 78168      |
| 2   | Maria da Graça Carvalho                  |         |                    | AD - Coligação PSD/CDS (PPD/PSD) | 59353      |
| 3   | Jamila Madeira                           |         | Partido Socialista | Partido Socialista               | 47293      |
| 4   | João Paulo da Silva Graça                |         | Chega              | Chega                            | 39084      |
| 5   | Cristóvão Norte                          |         |                    | AD - Coligação PSD/CDS (PPD/PSD) | 29676,5    |
| 6   | Sandra Margarida de Melo Pereira Ribeiro |         | Chega              | Chega                            | 26056      |
| 7   | Jorge Manuel do Nascimento Botelho       |         | Partido Socialista | Partido Socialista               | 23646,5    |
| 8   | Bárbara Maria do Amaral Correia          |         |                    | AD - Coligação PSD/CDS (PPD/PSD) | 19784,3333 |
| 9   | António Ricardo Correia Moreira          |         | Chega              | Chega                            | 19542      |